# Solanecio mirabilis
Solanecio mirabilis là một loài thực vật có hoa trong họ Cúc. Loài này được (Muschl.) C.Jeffrey miêu tả khoa học đầu tiên năm 1986.